# نقره(I،III) اکسید
اکسید نقره(I ، III) (به انگلیسی: Silver(I,III) oxide) یک ترکیب شیمیایی است. که جرم مولی آن ۱۲۳٫۸۷ g/mol می‌باشد. شکل ظاهری این ترکیب، پودر سیاه دیامغناطیس است.